# Rémy Droz

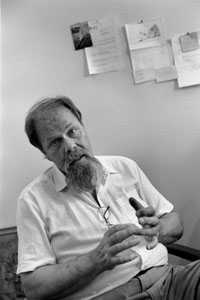
Rémy Droz, Foto von Erling Mandelmann, 1996

Rémy Droz (* 17. September 1940 in Zürich) ist ein Schweizer Psychologe.

## Leben
Droz war Assistent von Jean Piaget. Sein Studium absolvierte Droz an der Universität Genf. Er ist Spezialist für genetische Psychologie, Epistemologie und pädagogische Psychologie. Seit 1970 lehrt er an der Universität Lausanne. Von 1973 bis 1976 war er Präsident der Schweizerischen Gesellschaft für Psychologie.

## Schriften (Auswahl)
- Mit Maryvonne Rahmy: Lire Piaget. Dessart, Brüssel 1972. 7. Auflage: Mardaga, Brüssel 1997, ISBN 2-87009-642-9.